# Éric Offenstadt
Éric Offenstadt (ur. 26 grudnia 1939 roku w Cognac) – francuski kierowca wyścigowy i motocyklista.

## Kariera
Offenstadt rozpoczął karierę w międzynarodowych wyścigach samochodowych w 1963 roku od startu w wyścigu Závod druzby narodu, którego jednak nie ukończył. W późniejszych latach Francuz pojawiał się także w stawce Włoskiej Formuły 3, Francuskiej Formuły 3, Formuła 2 Trophées de France, Trofeo Juan Jover, Europejskiego Pucharu Formuły 3, Temporada Argentina, Coupe du Salon, Critérium du Nivernais, Gran Premio della Lotteria di Monza oraz Europejskiej Formuły 2.
W Europejskiej Formule 2 Francuz startował w latach 1968-1969. W pierwszym sezonie startów z dorobkiem dwóch punktów uplasował się na siedemnastej pozycji w klasyfikacji generalnej. Rok później nie zdobywał punktów.